# Cantón de Verdún-Este
El cantón de Verdún-Este era una división administrativa francesa, que estaba situada en el departamento de Mosa y la región de Lorena.

## Composición
El cantón estaba formado por siete comunas, más una fracción de la comuna que le daba su nombre:
- Ambly-sur-Meuse
- Belrupt-en-Verdunois
- Dieue-sur-Meuse
- Génicourt-sur-Meuse
- Haudainville
- Rupt-en-Woëvre
- Sommedieue
- Verdún (fracción)

## Supresión del cantón de Verdún-Este
En aplicación del Decreto núm. 2014-166 de 17 de febrero de 2014, el cantón de Verdún-Este fue suprimido el 22 de marzo de 2015 y sus 8 comunas pasaron a formar parte; cinco del nuevo cantón de Dieue-sur-Meuse, dos del nuevo cantón de Verdún-2 y la fracción de la comuna que le daba su nombre se unió con las demás fracciones para que, por medio de una reestructuración cantonal, fueran creados los nuevos cantones de Verdún-1 y Verdún-2.